# 후토미역 (홋카이도)
후토미역(일본어: 太美駅)은 일본 홋카이도 이시카리군 도베쓰정에 위치한 홋카이도 여객철도 삿쇼 선의 철도역이다. 역 번호는 G12이며, 상대식 승강장 2면 2선의 구조를 갖춘 지상역이다.

## 타는 곳
| 1 | ■ 삿쇼 선 (가쿠엔토시 선) | 상행 | 아이노사토코엔 · 소엔 · 삿포로 방면 |
| 2 | ■ 삿쇼 선 (가쿠엔토시 선) | 하행 | 도베쓰 · 홋카이도이료다이가쿠 방면  |

## 이용 현황
| 승차 인원 추이 | 승차 인원 추이 |
| 연도           | 1일 평균       |
| -------------- | -------------- |
| 1950           | 419            |
| 1955           | 526            |
| 1960           | 560            |
| 1965           | 793            |
| 1969           | 730            |

## 역 주변
- 국도 제330호선
- 도베쓰 정청 후타미 출장소
- 로이즈 후토미 공장

## 역사
- 1934년 11월 20일: 이시카리후토미역(石狩太美駅, いしかりふとみえき)으로 영업 개시.
- 1987년 4월 1일: 일본국유철도 민영화에 따라 홋카이도 여객철도 소속이 됨.
- 2007년 10월 1일: 역번호 부여.
- 2008년 10월 25일: IC 승차권 키타카 도입.
- 2012년 6월 1일: 교류 20,000 볼트 50 헤르츠)로 전철화.
- 2022년 3월 12일: 후토미역으로 역 명칭을 변경.

## 화랑

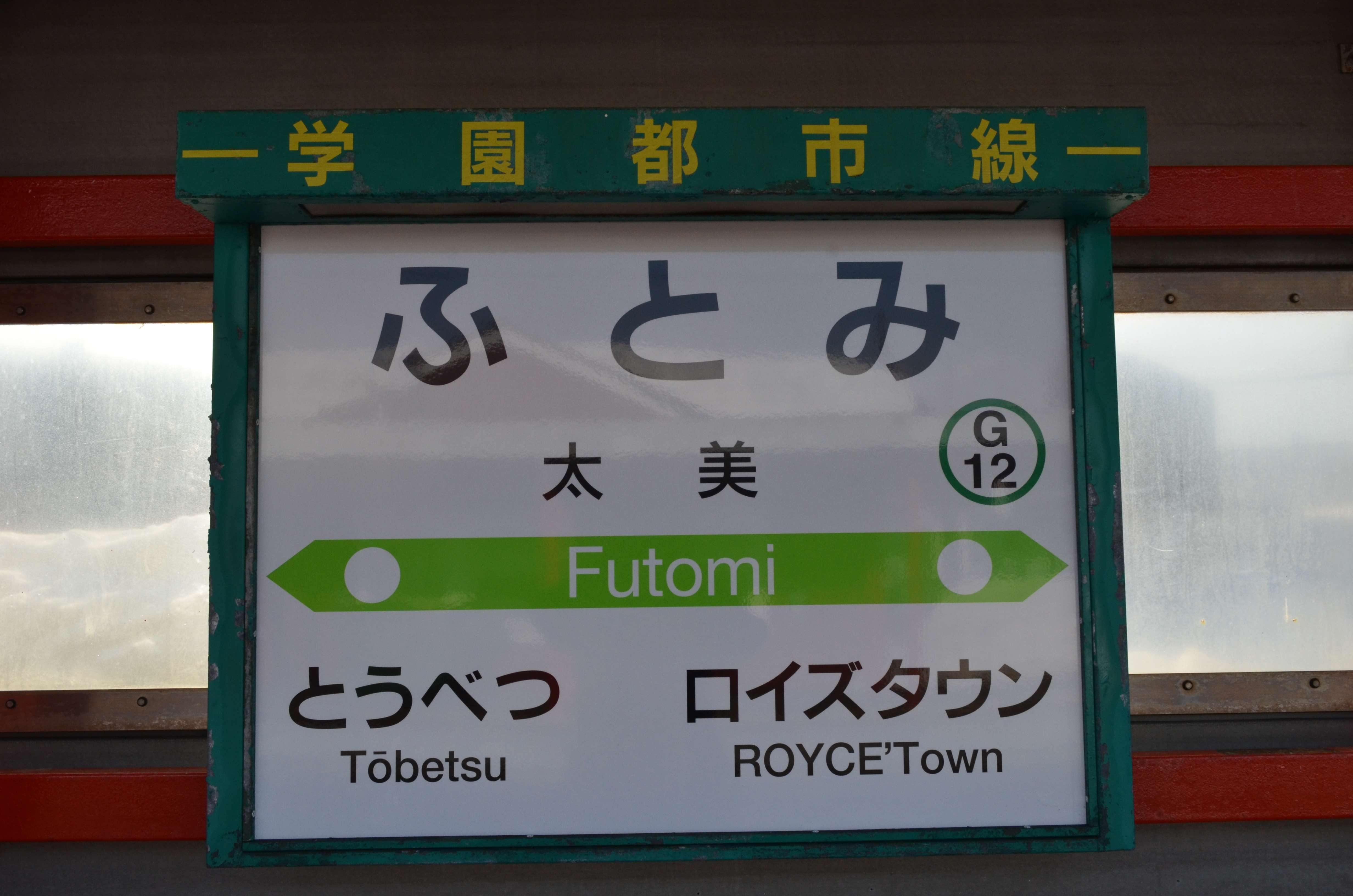
역명판
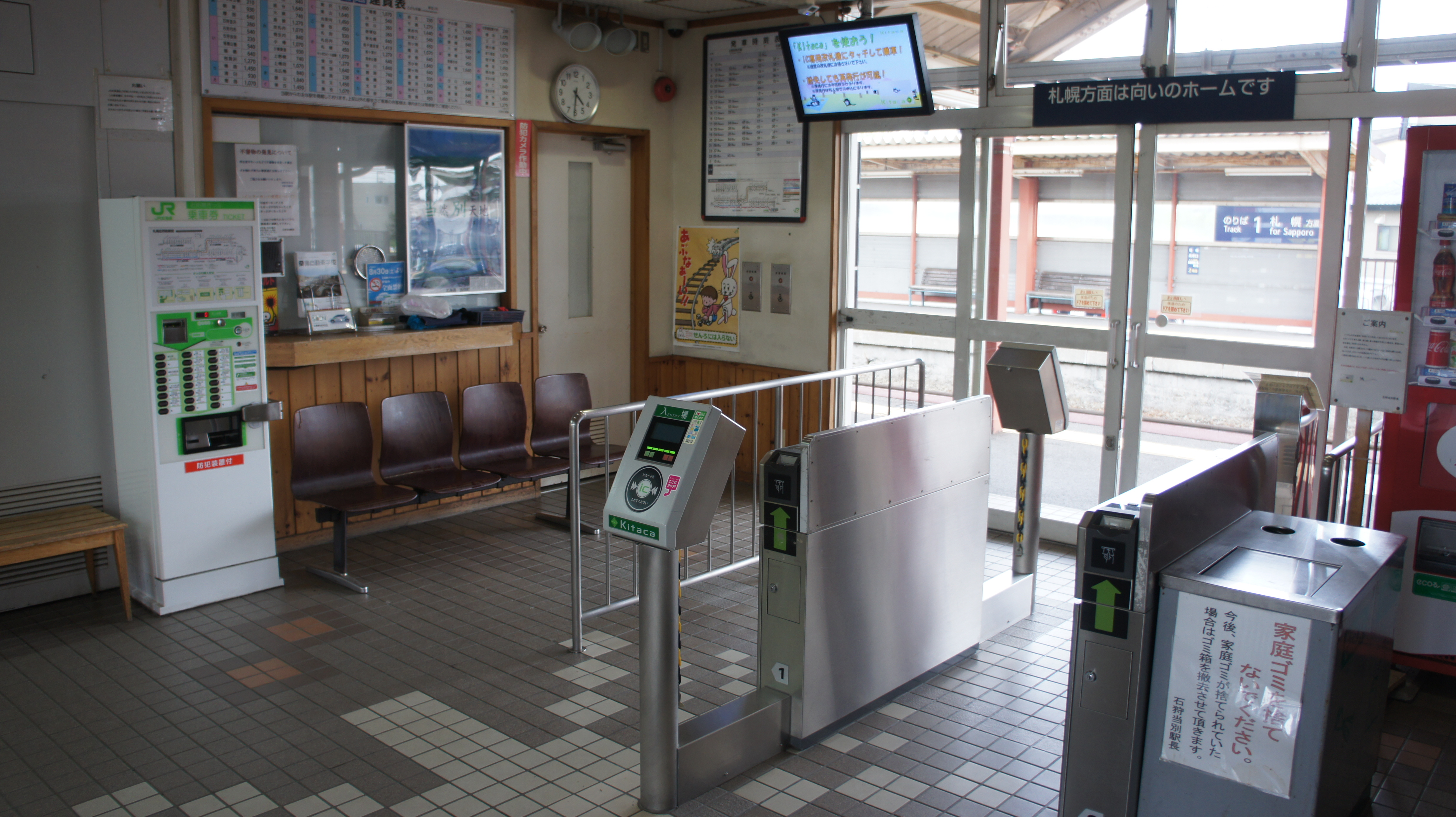
개찰(2017년 5월)
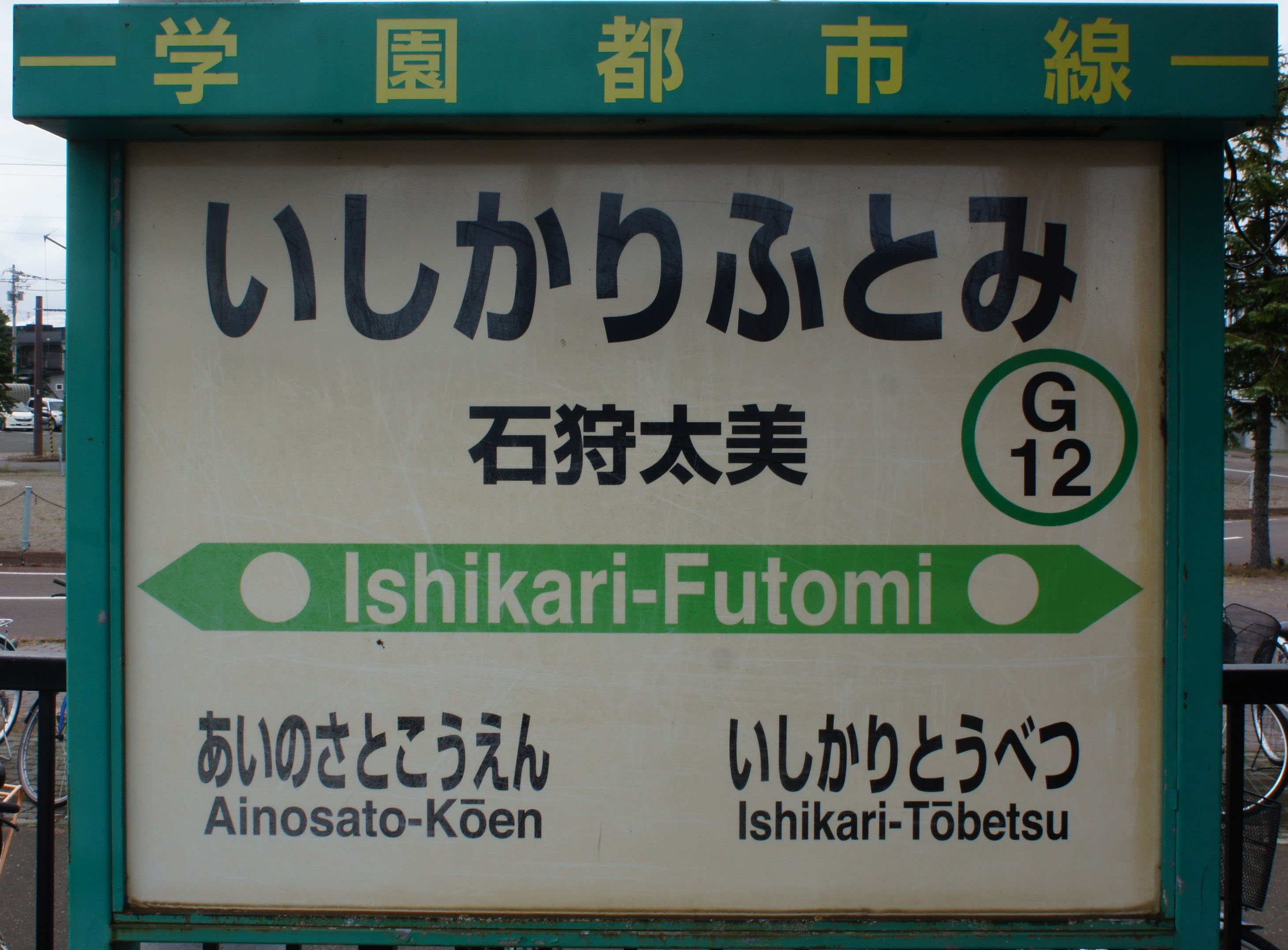
역명판(명칭 변경 전)

## 인접 역
| 홋카이도 여객철도 ■ 가쿠엔토시 선 | 홋카이도 여객철도 ■ 가쿠엔토시 선 | 홋카이도 여객철도 ■ 가쿠엔토시 선 |
| --------------------------------- | --------------------------------- | --------------------------------- |
| G11-1 ROYCE' Town 삿포로 방면     | ● 보통                            | G13 도베쓰 홋카이도 의료대학 방면 |